# Sankta Alexandras kyrka
Sankta Alexandras kyrka (ryska: Церковь Святой Александры, tyska: St.-Alexandra-Kirche) eller Sankta Alexandras rysk-ortodoxa kyrka (Свято-Александринская Русская Православная Церковь, Russisch-orthodoxe Kirche der Heiligen Alexandra) är en rysk-ortodox kyrkobyggnad belägen i Bad Ems, Rheinland-Pfalz, Tyskland.
Kyrkan ritades av en arkitekt vid namn Goldmann från Nassau i Bahamas.

## Historia
Efter första världskrigets utbrott stängdes kyrkan ner. Det var inte förrän 1922 eller 1923 som några enstaka gudstjänster började hållas där igen fram tills utbrottet av andra världskriget där kyrkan tvingades stängas ner återigen.
Ur ett brev från 1946 visar att den första gudstjänsten efter andra världskriget kriget hölls i oktober samma år.
1928 - 1930 behövde kyrkan genomgå en omfattande renovering, eftersom kyrkan hade skadats under de åren som den hade varit stängd. Bland annat hade taket skadats och murverk hade blivit fuktigt, vilket ledde till att kyrkan fcik återinvigas någonstans under våren 1930.

## Kyrkobyggnaden

### Exteriör
Med tanke på kyrkans tydliga linjer på fasaden och dess koppartak, var den inriktad mot att se ut som Kristus Frälsarens katedral i Moskva, Ryssland som till minne av segern över kejsaren Napoleon I 1812.
Kyrkan har fem kupoler. Den centrala och största kupolen är omgiven av de andra fyra, vilket gör att kyrkan symboliserar ett grekiskt kors uppifrån. Med hjälp av tyska myndigheter har kyrkan har renoverats. Taket och kupolerna förgylldes också.
Kyrkan har åtta klockor.

### Interiör och inventarier
Intill koret i kyrkan finns körsångarnas rum, som också är en del av kyrkans församlingshem.
- En gåva som kyrkan fick är en målning som föreställer Jesu uppståndelse. Den gjordes av Vasilij V. Veresjchagin.
- Ikonostas byggd i barockstil och är rikt förgylld.

## Bilder

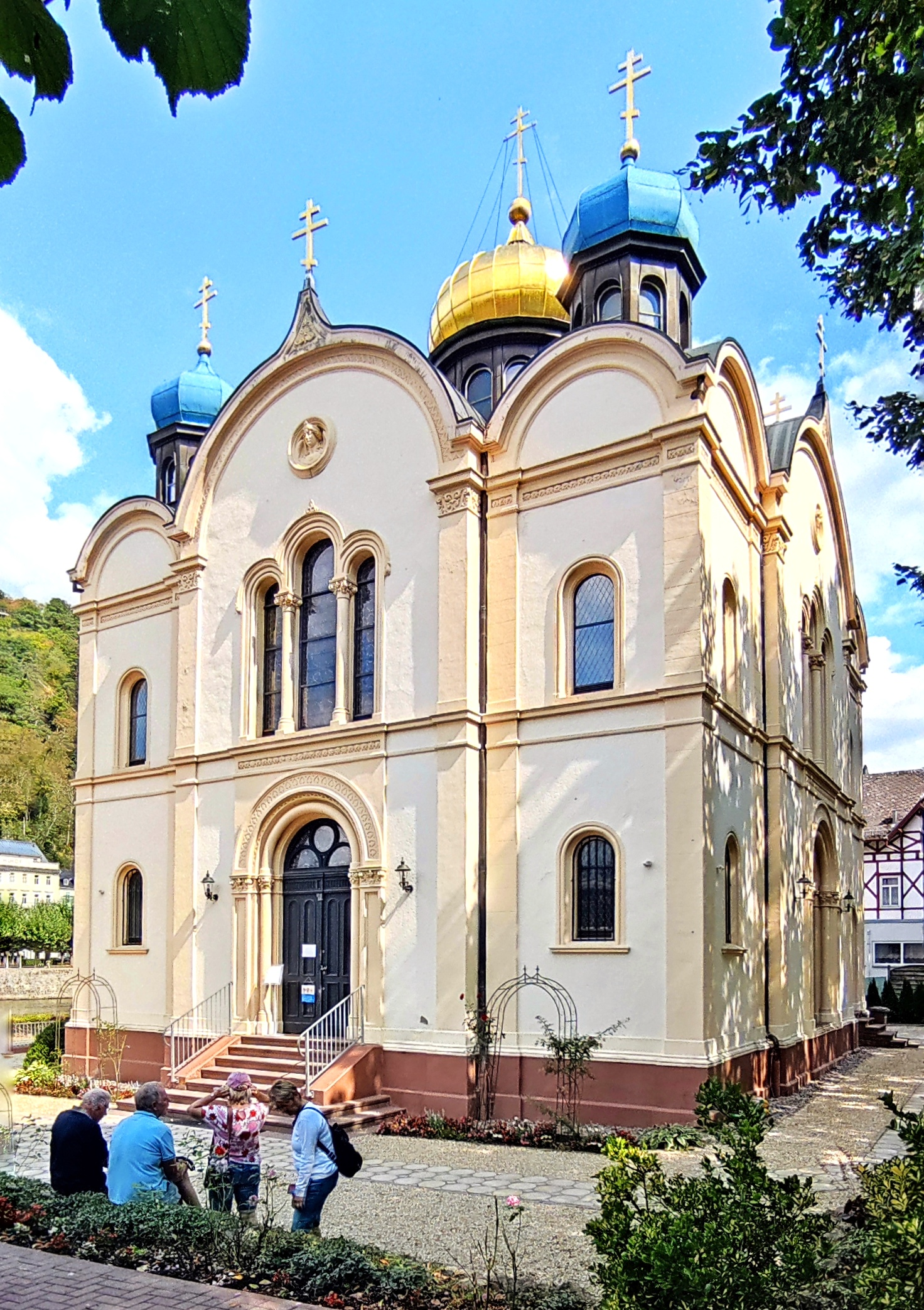
Närmare bild på kyrkan.
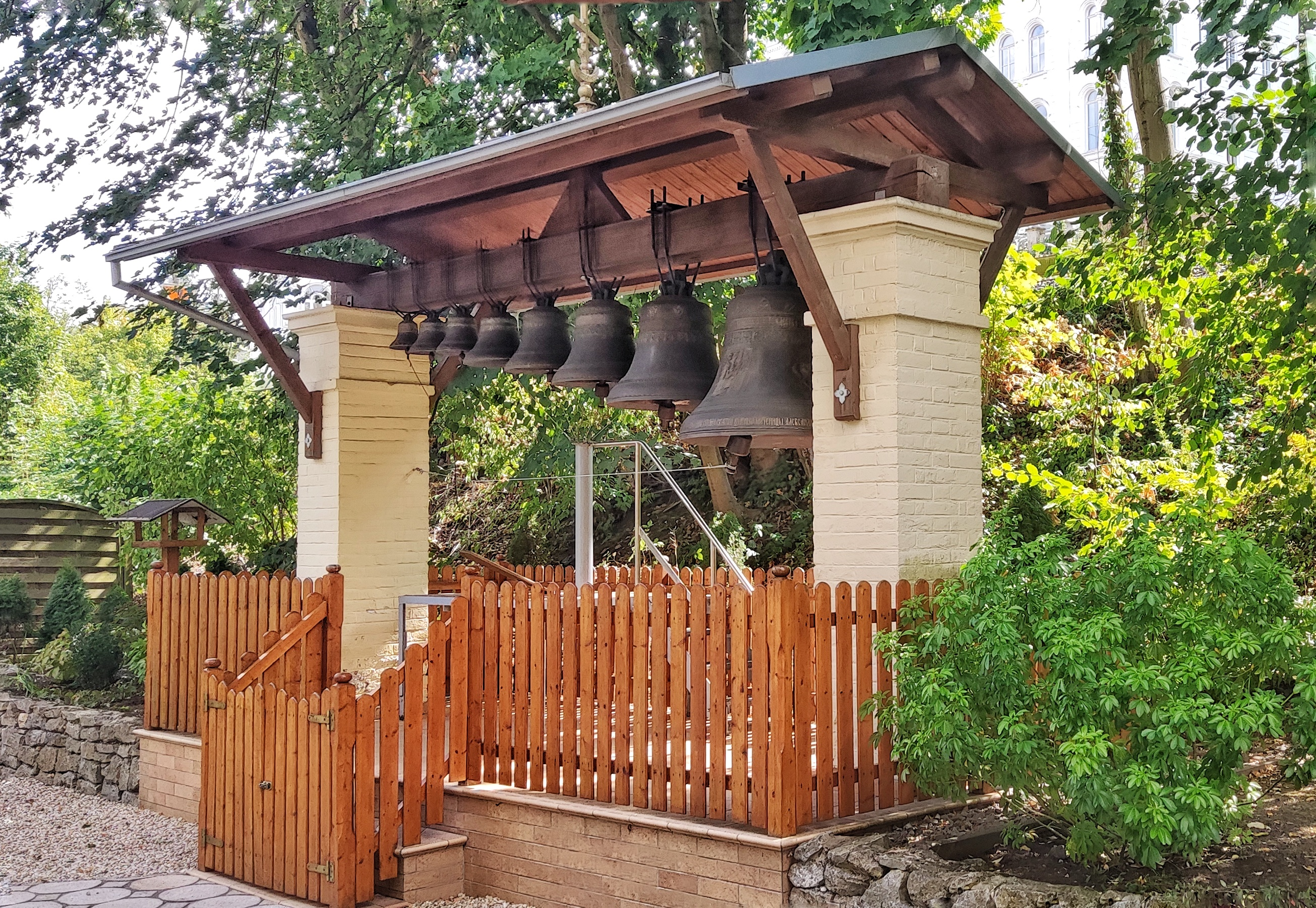
Klockspelet.
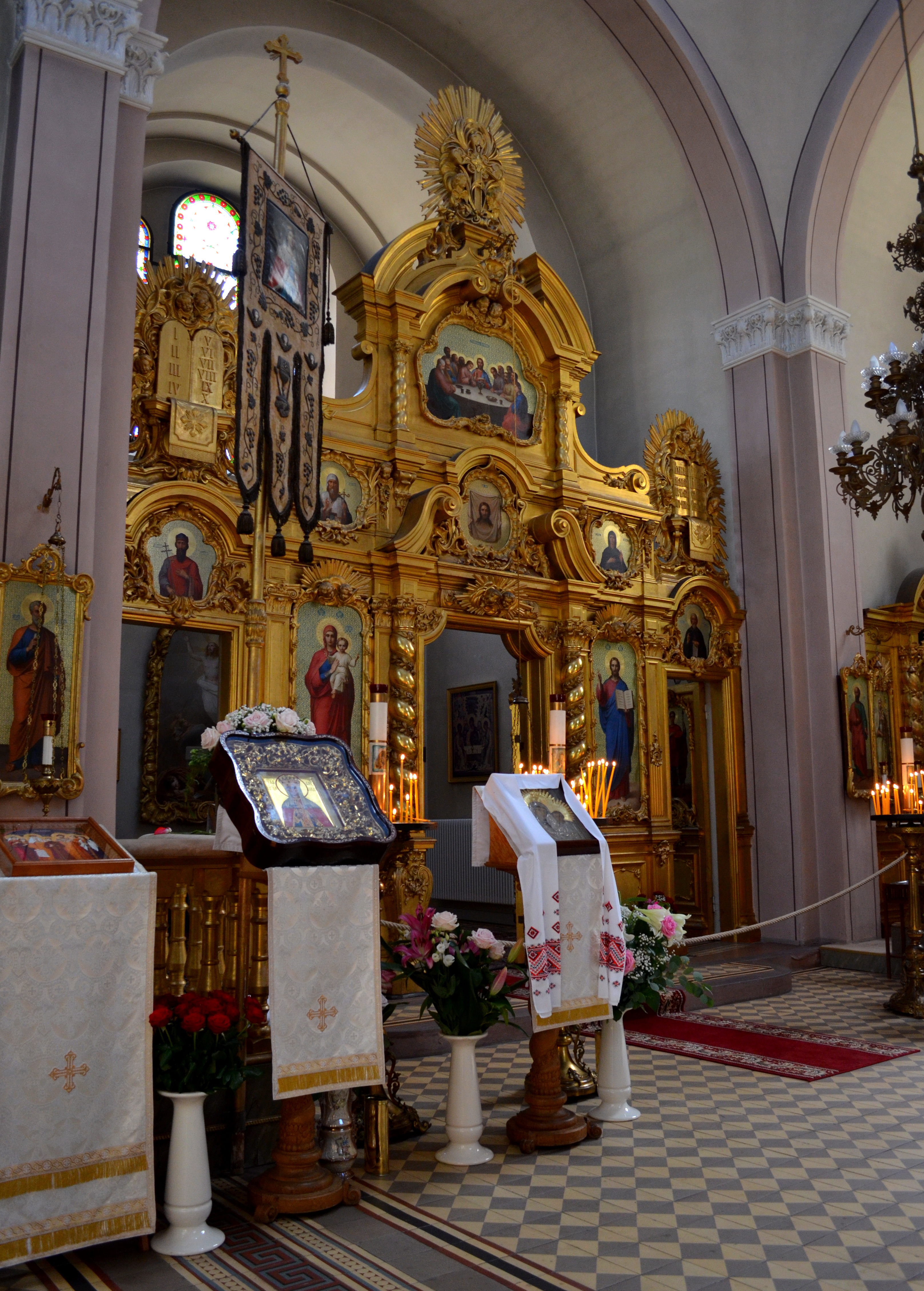
Kyrkans interiör mot ikonostasen.
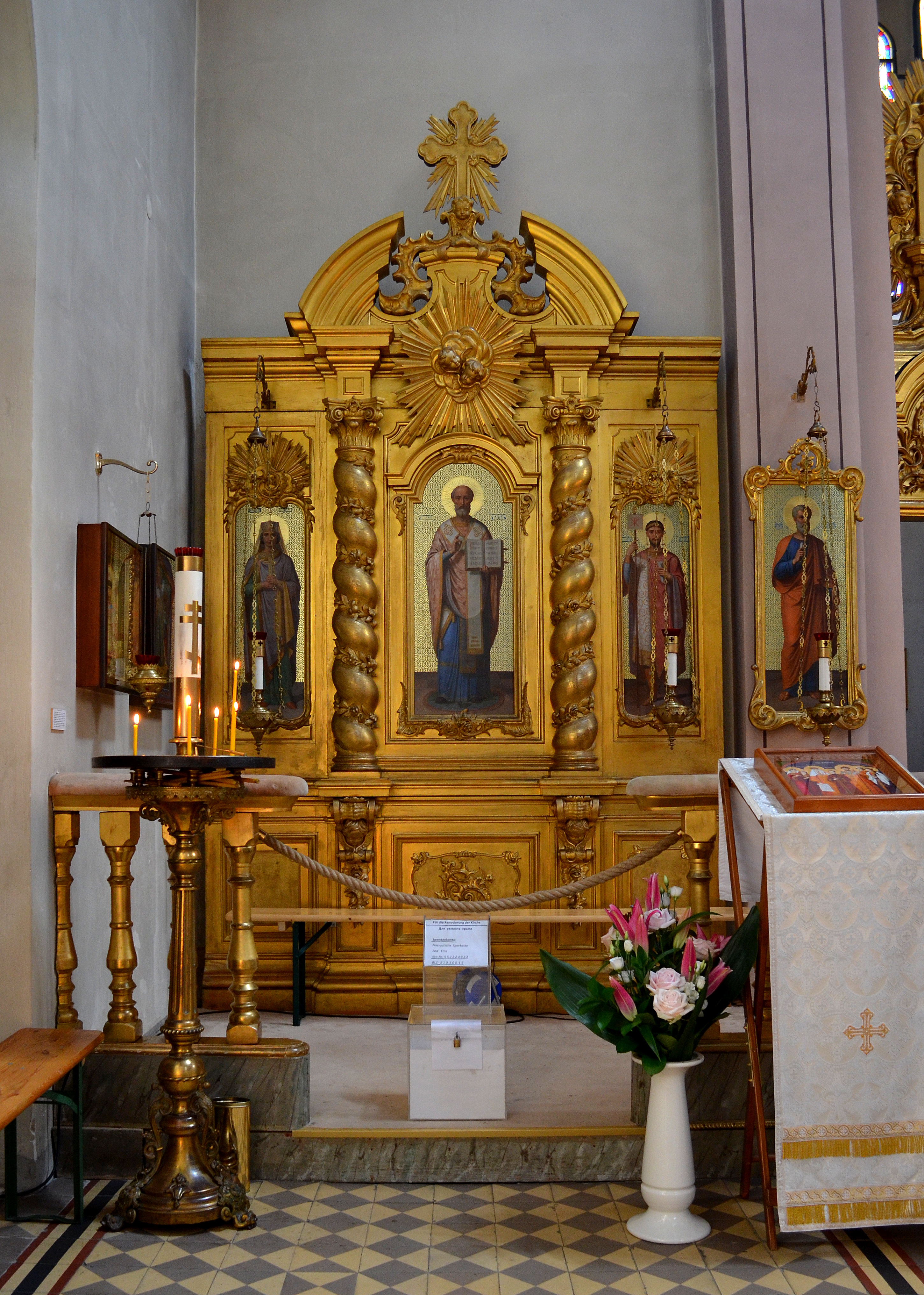
Interiör.